# Julian Vulakoro
Pas d'image ? Cliquez ici

a Compétitions nationales et continentales officielles uniquement.

b Matchs officiels uniquement.
Dernière mise à jour le 16 octobre 2012.
Julian Robert Bavatu Vulakoro, né le 30 juin 1981 à Suva, est un joueur fidjien de rugby à XV évoluant au poste de centre. Il joue avec le CA Lormont depuis 2013.

## Biographie
Julian Vulakoro obtient sa première cape internationale le 5 juin 2004 à l’occasion d’un match contre l'équipe des Tonga pour une victoire 27 à 26.

## Statistiques en équipe nationale
- 4 sélections
- 9 points (1 essai, 2 transformations)
- Sélections par année : 2 en 2004, 2 en 2005